# War (hudební skupina)
War (původně Eric Burdon and War) je americká funková kapela z Kalifornie známá svými hity "Low Rider", "Spill the Wine", "Summer", "Why Can't We Be Friends?", "The Cisco Kid" a "The World Is a Ghetto".

## Diskografie

### Studiová alba
- Eric Burdon Declares "War" (1970)
- The Black-Man's Burdon (1970)
- War (1971)
- All Day Music (1971)
- The World Is a Ghetto (1972)
- Deliver the Word (1973)
- Why Can't We Be Friends? (1975)
- Love Is All Around (1976)
- Platinum Jazz (1976)
- Galaxy (1977)
- Youngblood (Original Motion Picture Soundtrack) (1978)
- The Music Band (1979)
- The Music Band 2 (1979)
- Outlaw (1982)
- The Music Band – Jazz (1983)
- Life (is So Strange) (1983)
- Where There's Smoke (1985)
- Peace Sign (1994)
- Evolutionary (2014)

## Členové

### Současní
- Leroy "Lonnie" Jordan – klávesy, zpěv (1969–současnost)
- Sal Rodriguez – bicí, perkuse, zpěv (1990–současnost)
- Marcos Reyes – perkuse (1998–současnost)
- Stuart Ziff – kytara, zpěv (2002–současnost)
- Francisco "Pancho" Tomaselli – baskytara, zpěv (2003–současnost)
- David Urquidi – saxofon, flétna (2011–současnost)
- Stanley Behrens - harmonika (2011–současnost)

### Dřívější
- Eric Burdon: zpěv (1969–1971)
- Harold Ray Brown: bicí a zpěv (1969–1994)
- Howard E.Scott: guitar a zpěv (1969–1994)
- Lee Oskar: harmonika a zpěv (1969–1994)
- B.B. Dickerson: baskytara a zpěv (1969–1979)
- Thomas "Papa Dee" Allen: perkuse a zpěv (1969–1988; zemřel 1988)
- Charles Miller: saxofon a zpěv (1969–1979; zemřel 1980)
- Ron Hammon: bicí a perkuse (1979–1996)
- Pat Rizzo: saxofon, flétna a zpěv (1979–1983, 1993–1995)
- Luther Rabb: baskytara a zpěv (1979–1984)
- Alice Tweed Smith: perkuse a zpěv (1979–1981)
- Ricky Green: baskytara a zpěv (1984–1989)
- Tetsuya "Tex" Nakamura: harmonika a zpěv (1993–2006)
- Rae Valentine: klávesy, perkuse a zpěv (1993–2001)
- Kerry Campbell: saxofon(1993–1998)
- Charles Green: saxofon a flétna (1993–1995)
- J.B. Eckl: kytara a zpěv (1994–1996)
- Smokey Greenwell: harmonika (1994–1996)
- Sandro Alberto: kytara a zpěv (1996–1998)
- Richard Marquez: bicí a perkuse (1996–1997)
- Kenny Hudson: perkuse (1997–1998)
- Fernando Harkless: saxofon (1998–2011)
- James "Zota" Baker: kytara, zpěv (1998–2002)
- Mitch Kashmar: harmonika, zpěv (2006–2011)